# Sinead Gorman
Sinead Gorman (* 1977) ist eine britische Managerin und seit dem 1. April 2022 Chief Financial Officer (CFO) des Ölkonzerns Shell, womit sie Jessica Uhl ablöste.

## Ausbildung
Gorman studierte Bauingenieurwesen und schloss mit einem Master of Engineering in Ingenieurwesen, Wirtschaftswissenschaften und Management der Universität Oxford ab. Zudem besitzt sie einen Masterabschluss in Finanzen der London Business School, sowie Weiterbildungen des Chartered Institute of Management Accountants und der Association of Corporate Treasurers (ACT).

## Beruflicher Werdegang
Gorman arbeitete zunächst als Bauingenieurin, ehe sie 1999 bei Shell im Trading- und Finanzsegment einstieg: Dort arbeitete sie zunächst bei der Shell International Trading and Shipping Company (STASCO) in London und beim Joint Venture Coral Energy in Houston und Calgary. Anschließend war sie in Tokio für den Aufbau eines Joint Ventures mit Tokyo Gas zuständig, bevor sie in die Mergers & Acquisitions-Abteilungen in London und Den Haag wechselte.
Von 2007 bis 2012 war sie Treasurer für Shells Erkundungsvorhaben und Gasförderung, von 2013 bis 2016 hielt sie verschiedene Positionen als Vizepräsident und von 2016 bis 2019 als Executive Vice President, unter anderem für Forschung und Entwicklung und Gas. 2022 stieg sie ins C-Level auf. Von 2016 bis 2018 war sie zudem Vorstandsmitglied der niederländischen Shell Finance B.V. und von 2015 bis 2020 Vorstandsmitglied der Aera Energy LLC, eines Joint Ventures von Shell und Mobil, dessen Vorsitzende sie von 2018 bis 2020 war.
Gorman ist Mitglied der Trilateralen Kommission. Forbes wählte sie 2022 auf Platz 55 der einflussreichsten Frauen der Welt. Stand 2022 soll sie Aktien an Shell in Höhe von etwa 4 Millionen US-Dollar halten.

## Privatleben
Gorman ist verheiratet und hat zwei Kinder.